# Лесняки (Бендзинський повіт)
Лесняки (пол. Leśniaki) — село в Польщі, у гміні Севеж Бендзинського повіту Сілезького воєводства.
Населення — 365 осіб (2011).
У 1975-1998 роках село належало до Катовицького воєводства.

## Демографія
Демографічна структура станом на 31 березня 2011 року:
|          | Загалом | Допрацездатний вік | Працездатний вік | Постпрацездатний вік |
| -------- | ------- | ------------------ | ---------------- | -------------------- |
| Чоловіки | 183     | 44                 | 121              | 18                   |
| Жінки    | 182     | 30                 | 115              | 37                   |
| Разом    | 365     | 74                 | 236              | 55                   |